# Postverket (roman)
Postverket (originaltitel: Post Office) är en roman från 1971 av Charles Bukowski. Den var hans första roman. Romanen är självbiografisk och handlar om Henry Chinaski och hans tid som brevbärare, först tre år som extra ordinarie och sedan tolv år som fast anställd ordinarie brevbärare. Romanen översattes till svenska för första gången 1982 av Einar Heckscher. 2004 gjorde han en reviderad översättning i pocketutgåva på Lindelöws bokförlag.
Romanen utspelar sig mellan åren 1952 och 1969. Det är en arbetsplatsskildring ur underklassperspektiv med uppriktiga historier om förtryck, dåliga arbetsvillkor och en underordnad roll. På fritiden hänger sig huvudpersonen åt sex, sprit och att spela på trav.

## Utgåvor på svenska
- Bukowski, Charles; Heckscher, Einar (1982). Postverket. Stockholm: AWE/Geber. Libris 7219327. ISBN 9120065426
- Bukowski, Charles; Heckscher, Einar (1986). Postverket (Ny utg.). Stockholm: AWE/Geber. Libris 7220001. ISBN 9120076398
- Bukowski, Charles; Heckscher, Einar (2004). Postverket (Ny, reviderad, utg.). Göteborg: Lindelöw. Libris 9357447. ISBN 9188144593